# Олимп имени Виктора Понедельника

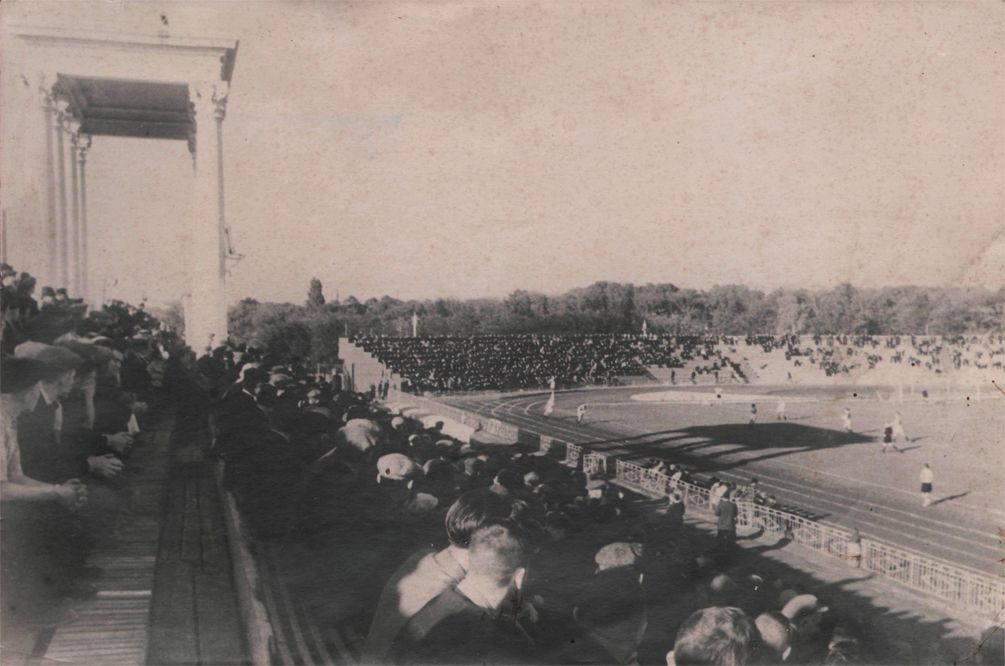
Довоенный стадион Ростсельмаш

Памятник Виктору Владимировичу Понедельнику у Западной трибуны стадиона.

«Оли́мп» имени Виктора Понедельника — стадион в городе Ростове-на-Дону вместимостью 15 840 зрителей, бывший (до 2018 года) домашний стадион футбольного клуба «Ростов». Был построен в 1930 году как подотчётное спортивное сооружение машиностроительного завода «Ростсельмаш». Многократно перестраивался (последний раз в 2009 году).
В 2021 году стадиону присвоили имя знаменитого советского футболиста Виктора Понедельника.

## Прежние названия
- Стадион завода «Ростсельмаш» (1930—1996)
- «Ростсельмаш» (1997—2002)
- «Олимп XXI век» (2002—2006)
- «Олимп-2» (2007—2021)
- «Олимп имени Виктора Понедельника» (с 2021)

## История

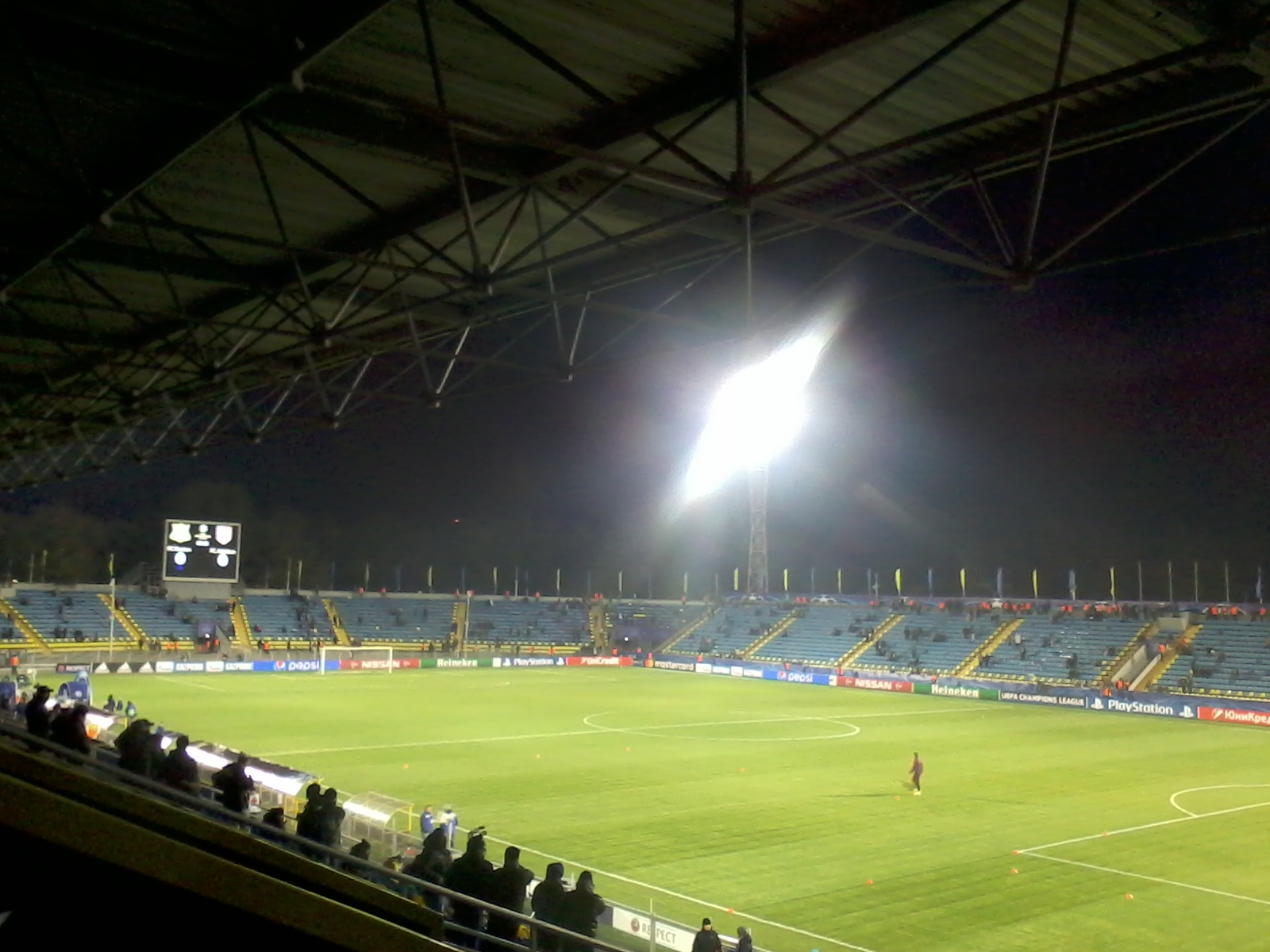
Стадион перед матчем ФК «Ростов» против мадридского «Атлетико» в Лиге чемпионов (2016)

Стадион завода «Ростсельмаш» был построен в 1930-м году. В 1958—1970 годах на нём играл и другой ростовский клуб — СКА. В 1950-х годах стадион был девятым в СССР по величине: его вместимость за счёт двухъярусных трибун равнялась 32 000. Затем второй ярус был демонтирован.
В 2000 году, когда западная трибуна была увеличена и вплотную придвинута к полю, стадион начал превращаться в сугубо футбольный. В 2001 году были установлены новые мачты освещения. В 2009 году было завершено строительство южной трибуны.
В 2010 году на стадионе было установлено новое видеотабло.
По состоянию на апрель 2016 четыре трибуны стадиона принадлежали четырём разным владельцам.
Так как стадион будет использован в качестве тренировочной площадки на чемпионате мира 2018 года, северная трибуна будет реконструирована. После реконструкции зрительские места будут находиться ближе к футбольному полю, аналогично южной трибуне.
Сейчас стадион используется Академией ФК «Ростов» и на нём проводятся матчи М-Лиги.

## Основные характеристики стадиона
- Размеры поля — 105×68 м
- Вместимость — 15 840 человек
- Травяной покров — естественный

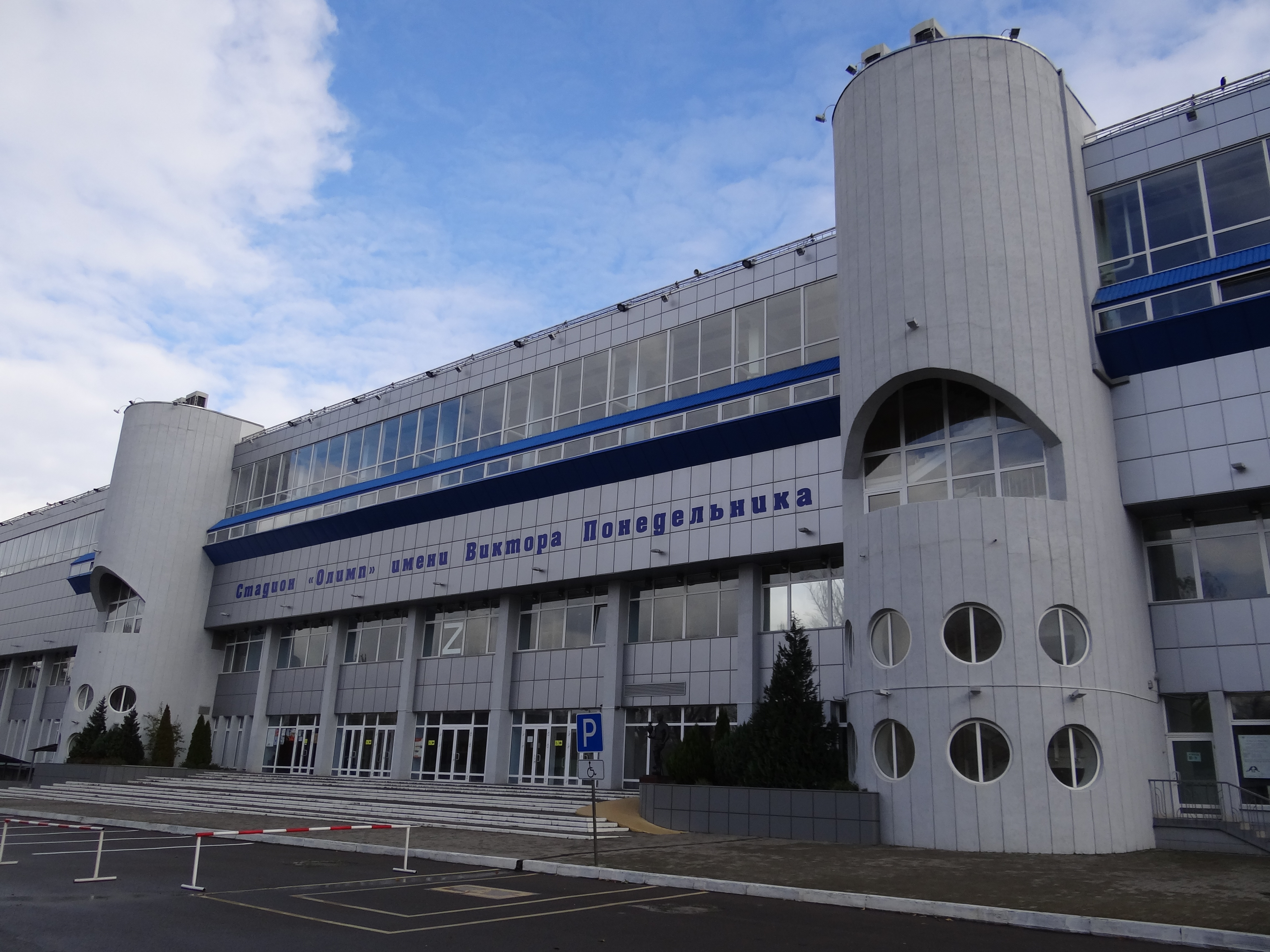
Западная трибуна

- Вместимость гостевого сектора: по письменной заявке команды-соперника — до 1 548 мест (10 % от вместимости стадиона во время реконструкции); без неё — 265 мест.
- Количество ТВ-позиций — 6
- Комментаторские позиции — 6
- Ложа прессы — 50 мест
- Освещение — 3 режима освещения: 800 люкс, 1000 люкс, 1200 люкс.
- Видеотабло: дисплейные системы — 10×9 м
- Количество касс — 8
- Камеры наблюдения — 42

## Переименование стадиона
В связи с тем, что в 2005 году футбольный клуб «Ростов» был продан табачным предпринимателем Иваном Саввиди, а название стадиона ассоциировалось с названием продукции компании «Донской табак», было принято решение о переименовании стадиона в «Олимп-2».
В марте 2008 года был объявлен конкурс среди болельщиков на лучшее название стадиона.

## Значимые матчи

### Матч сборной России
Товарищеский матч
| 17 ноября 2015 | \| Россия \| 1:3 (1:0) Отчёт \| Хорватия [7] \| \| 14′ Смолов \| Голы \| 57′ Калинич · 60′ Брозович · 82′ Манджукич \| | Стадион: «Олимп-2», Ростов-на-Дону         |
| Россия         | 1:3 (1:0) Отчёт | Хорватия                                   |
| 14′ Смолов     | Голы | 57′ Калинич · 60′ Брозович · 82′ Манджукич |

### Финал Кубка России 2010
16 мая 2010 года на стадионе состоялся финальный матч Кубка России по футболу 2010. Ростовский матч стал первым в истории финалом за пределами московского региона. В ходе подготовки к финалу на стадионе было увеличено до 600 число VIP-мест, расширена пресс-ложа.